# Lefkímmi
Lefkimi (grec : Λευκίμμη) est une ville portuaire située au sud de l'île de Corfou (Grèce). Au centre de la localité, situé à plus de deux kilomètres de la mer, des bateaux de pêche sont amarrés le long d'une rivière étroite semblable à un canal. Aux abords de la ville se trouve le monastère Kiras ton Angelon fondé en 1696. Depuis 2019 et la mise en œuvre du programme Clisthène I, Lefkímmi est le siège du dème de Corfou-Sud.